# Выставка Пятовская
Выставка Пятовская — деревня в Вилегодском муниципальном округе Архангельской области.

## География
Находится в юго-восточной части Архангельской области на расстоянии приблизительно 13 км на северо-запад по прямой от административного центра района села Ильинско-Подомское на левом берегу реки Виледь.

## История
Была отмечена уже только в 1939 году в составе Казаковского сельсовета. До 2020 года входила в состав Никольского сельского поселения до его упразднения.

## Население
Численность населения: 10 человек (русские 90 %) в 2002 году, 8 в 2010.